# Pero Pavlović
Pero Pavlović (Gradac, Neum, 20. ožujka 1952.) hrvatski je pjesnik iz BiH, iz Hercegovine. Osim pjesama, koje je objavio u 41 zbirci, piše književne i likovne kritike, prikaze, članke za novine iz područja kulturologije te osvrte.
Član je Društva hrvatskih književnika i Društva hrvatskih književnika Herceg-Bosne te Matice hrvatske. Također je redoviti član međunarodne Slavenske akademije književnosti i umjetnosti i dopisni član Hrvatske akademije znanosti i umjetnosti u Bosni i Hercegovini.

## Životopis
Rodio se 1952. godine u Gradcu kod Neuma. U Gradcu i u Hutovu je išao u pučku školu. Srednju je školu pohađao u Metkoviću. Potom je otišao studirati u Zagreb, gdje je diplomirao medicinsku biokemiju. Nakon magistriranja, vratio se živjeti u Neum.
Djela je objavio u ovim tiskovinama: Hrvatsko slovo, Osvit, Motrišta, Hrvatska misao, Forum (časopis), Republika (časopis), Marulić, Cvitak, Mi, Pitanja, Crkva na kamenu, Glas koncila, Večernji list, Katolički tjednik, Književna Rijeka, Dubrovnik, Mogućnosti, Most, Život, Suvremenost, Odjek, Riječ, Most/The Bridge, Nova Istra, Klasje naših ravni, Zadarska smotra, Zvijezda mora, Vijenac, Kolo, Hrvatska revija i drugdje.  
Sudionik je hercegovačke pjesničke manifestacije književnosti na hrvatskom jeziku Humskih dana poezije.

## Djela
- Plavi svirač, 1979.
- Vedrine, 1983.
- Zemlja otajstva, 1983.
- Titraji i znakovlja, 1987.
- Tisuću ljeta Trebinjske biskupije, 1988.
- Blizine, 1993.
- Neum, braniti prag i ime, 1995.
- Ozarja, 1996.
- U ružarju svijeća, 1997.
- Kupka svjetlosti, 1998.
- Između sna i vječnosti, 1998.
- Zib i sjene, 1999.
- Pir, 2000.
- Krijesi, 2000.
- Odškrinuta neba ćuh, 2000.
- Nebeske latice, 2001.
- Sunčeve prelje, 2001.
- Glazba blagih imena, 2002.
- Proljeće duše, 2003.
- Travke mirisavke: stih, slikopis, ljekoviti pripravci, 2004.
- Gorušičino zrno, 2004.
- Što pjesnik nosi u torbi, 2005.
- Dubrave, 2006.
- Laudes mensibus, 2007.
- Ljubav (A zemlja riječ zori), 2008.
- vrutak. stručak. sinje blago, 2009.
- Gradac, zipka zavičajna neba, 2009.
- Rogožari puni bilja, 2009.
- Svjetlost sklada, 2011.
- Orovci, Ruđerovim imenom probuđena povijest, 2011.
- Humčice, biljčice, slike nebeske, 2013.
- Hortus Dei, 2016.
- Križ, tvoj štit, 2019.
- Božje blago beri blago, 2021.
- Sat biologije i druge pjesme, Barcelona, Španjolska, 2022.
- Budi slobodan, Capri Leone, Italija, 2023.
- Lovor i vrijes, Bukurešt, Rumunjska, 2023.
- Apostoli mira, Capri Leone, Italija, 2023.
- Tko će riječi krilate zatvoriti u knjige, Zagreb – Sarajevo, 2023.
- Molitvenik za bilje, Čitluk, 2024.
- (Ne)mir u riječima, Bukurešt, Rumunjska, 2024.[3]

## Nagrade i priznanja
- 2000. – posebna povelja Hrvatske kulturne zaklade i Hrvatskog slova za najuspjelije pjesme objavljene u Hrvatskom slovu od 1995. do 2000.
- 2001. – nagrada „Antun Branko Šimić” Društva hrvatskih književnika Herceg-Bosne za knjigu pjesama „Nebeske latice”
- 2003. – ulazak u najuži izbor za nagradu Tin Ujević
- 2009. – nagrada Zvonimir Golob Udruge branitelja, invalida i udovica Domovinskog rata (UBIUDR) Podravke
- 2014. – nagrada „Neretvanska maslina” za knjigu pjesama Humčice, biljčice, slike nebeske koju dodjeljuju gradske knjižnice Metkovića, Opuzena i Ploča, Turistička zajednica općine Slivno i DHK Zagreb[4]
- 2015. – općina Neum dodjeljuje mu nagradu za ukupan doprinos u književnosti
- 2018. – treća nagrada ''Književni Kranjčić'' za poeziju
- 2019. – prva nagrada za poeziju Hrvatskog književnog društva Sv. Jeronima iz Zagreba
- 2020. – književna nagrada Istinom do pomirbe Središta hrvatskog svjetskog kongresa za istraživanje posljedica totalitarizma u BiH za najbolju pjesmu na temu totalitarizma[5]
- 2020. – prva književna nagrada „Fra Martin Nedić” za zbirku „Križ, tvoj štit”[6]
- 2020. – prva nagrada „Književni Kranjčić” za poeziju[7]
- 2022. – prva nagrada „Dubravko Horvatić” za poeziju, Hrvatske kulturne zaklade i Hrvatskog slova[8]
- 2024. – Izdavačka kuća Edizioni Universum u Italiji na prijedlog međunarodnog čitateljskog povjerenstva u Trentu dodjeljuje autoru književnu nagradu ''Ambasador mira u svijetu''
- 2024. – Bukureštanski izdavač Bibliotheca Universalis i međunarodni književni časopis Orizont Literar Contemporan dodjeljuju autoru diplomu i pehar za hrvatsko-rumunjsku književnu suradnju
- 2024. – Središnjica Matice hrvatske Ogranaku Matice hrvatske u Čitluku dodjeljuje Srebrnu povelju za autorovu zbirku Molitvenik za bilje